# Площадь Чапаева
Пло́щадь Чапа́ева — площадь в Ленинском районе города Самара.
Площадь образована улицами Куйбышева, Фрунзе, Вилоновской и Шостаковича (бывшей Рабочей).
К площади примыкает Струковский сад. На площади расположен Самарский драматический театр.

## Ансамбль

Памятник чапаевцам в 2015 году

На площади имени Чапаева в 1932 году возведён многофигурный памятник чапаевцам. Высота памятника 10 м, размеры — 17 на 22 м.
Автор — скульптор Матвей Генрихович Манизер. Копию памятника, выполненную в 1933 году, можно увидеть в Санкт-Петербурге перед зданием Военной академии связи имени C. М. Будённого.

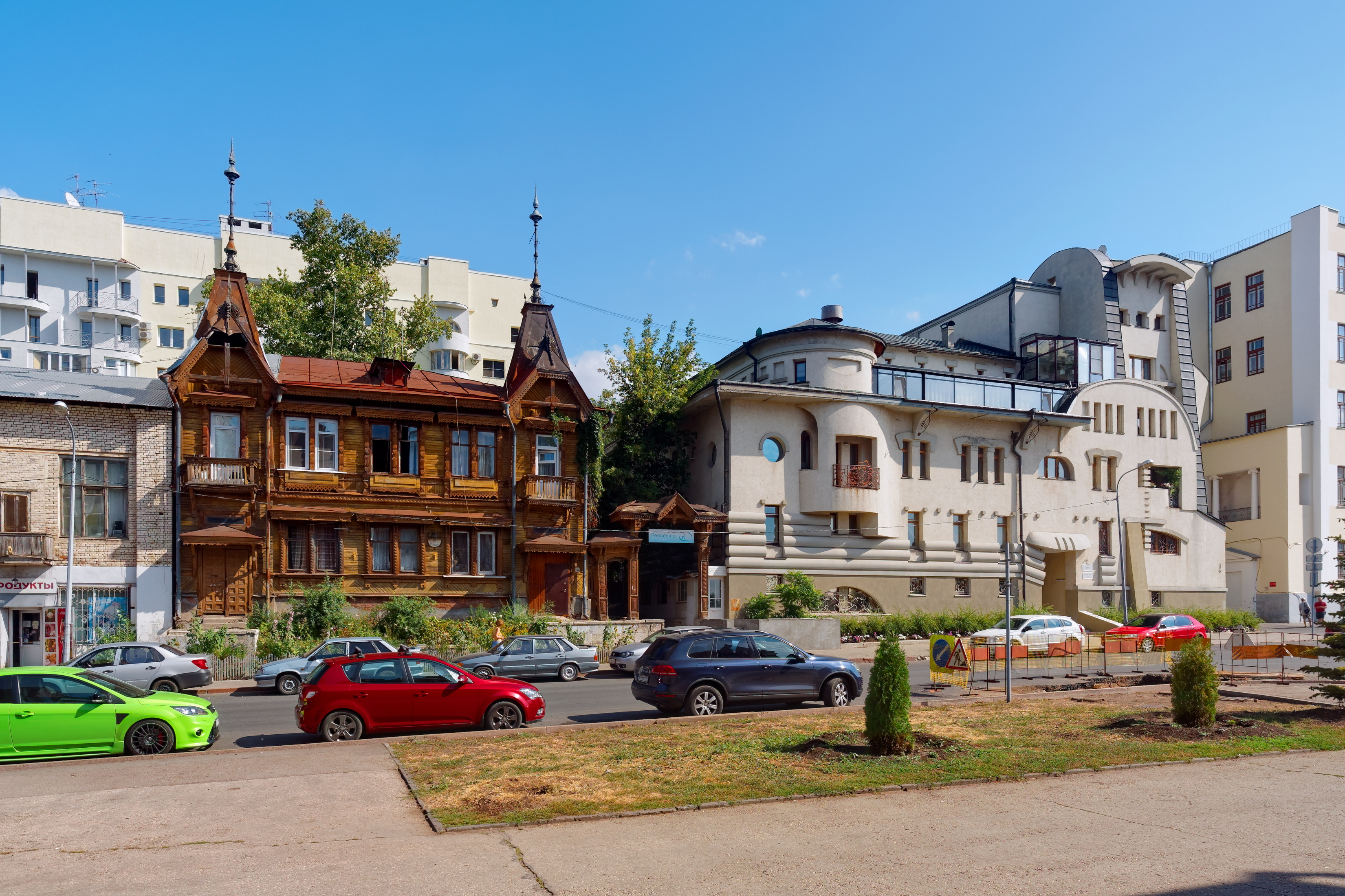
Дом Поплавского и дом «Муха» обрамляют площадь с восточной стороны

## Кладбище

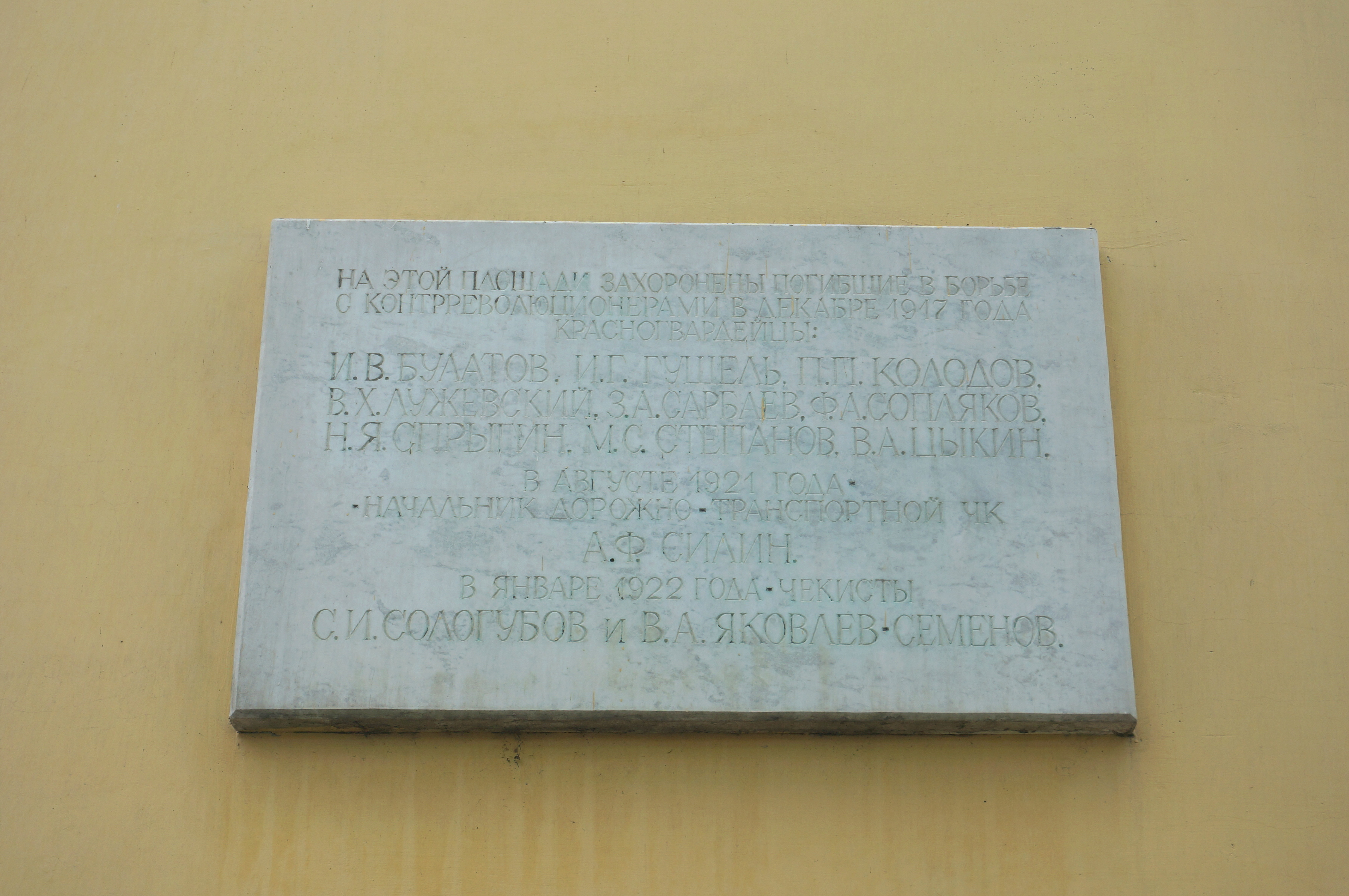
Мемориальная табличка на доме № 5 по улице Шостаковича

На площади похоронен убитый 30 ноября 1917 года рабочий трубочного завода Михаил Степанов, охранявший вход в здание ревкома (ул. Фрунзе 167, ныне в здании располагается Самарский государственный институт культуры). 26 декабря в братской могиле были похоронены восемь красногвардейцев, погибших при теракте в подвале того же здания, а также красногвардеец И. Булатов, погибший в боях под Оренбургом.
16 августа 1921 года на площади был похоронен начальник транспортной ЧК, погибший при ликвидации банды в районе Бузулука, А. Ф. Силин. В январе 1922 года были похоронены два чекиста С. Соллогубов и В. Семёнов-Яковлев, погибшие от рук бандитов.
Предположительно, захоронения находятся между зданием института культуры и памятником Чапаеву.

## Транспорт
Ближайшие к площади остановки общественного транспорта:
- автобусные:
  - «Струковский сад/ Красноармейская/Дом промышленности» на улице Куйбышева
  - «Окружной дом офицеров» на улице Шостаковича (бывшей Рабочей)
  - «Улица Фрунзе» на улице Красноармейской
- трамвайная остановка «Улица Фрунзе» 1, 3, 5, 15, 16, 20 маршрутов.

Известны попытки некоторых маршрутных такси проложить маршрут по улице Шостаковича, но официального разрешения от Департамента транспорта города Самары они не получили.